# Magnus Boding Hansen
Magnus Boding Hansen (født 1986) er en dansk journalist og nuværende Latinamerikakorrespondent på Weekendavisen. Fra 2011 til 2013 var han RÆSONs ansvarshavende chefredaktør. Han udgav i 2015 bogen "De lytter ikke - politikernes udenomssnak - spot den, stop den" sammen med Christian Kock.
I 2021 udgav han Djævlen sover aldrig – Mysteriet om Latinamerikas mange mord.
Han har rapporteret fra Somalia, Mexico, Ukraine, Sydsudan, Baskerlandet, Nordirland, Honduras, Colombia og Haiti for bl.a. Deadline, DR P1 og Weekendavisen.